# Swantibor († nach 1244)
Swantibor, auch Swantibor II., († nach 1244) war Kastellan von Kolberg. Er war als Angehöriger einer Nebenlinie, der Swantiboriden, mit dem im Herzogtum Pommern herrschenden Greifenhaus verwandt.
Swantibor war der einzig bekannte Sohn des Kasimir, Kastellans von Kolberg. Swantibors Großvater war Wartislaw Swantiboricz, der Stifter des Klosters Kolbatz. Sein Urgroßvater Swantibor war der Stammvater dieser Nebenlinie.
Swantibor kommt in pommerschen Urkunden aus den Jahren von etwa 1220 bis 1244 vor. Die erste Erwähnung stammt aus einer Urkunde der Herzogin Ingardis, der Witwe von Herzog Kasimir II., von 1219/1222, in der Swantibor („Zwantoborus filius Kazimari“) in der Zeugenreihe an der Spitze der Zeugen des Laienstandes steht. In einer Urkunde von 1218/1233 schenkte er gemeinsam mit seiner Mutter dem Kloster Kolbatz ein Dorf. In einer Urkunde des Herzogs Barnim I. von 1244, mit welcher der Herzog Schenkungen Swantibors an das Kloster Kolbatz bestätigte, bezeichnete der Herzog ausdrücklich Swantibor als seinen Blutsverwandten („cognatus noster“).
Möglicherweise ist auch eine weitere Urkunde auf Swantibor zu beziehen: In einer Urkunde des Swantiboriden Wartislaw, die aus der Zeit zwischen 1218 und 1233 stammt, wird dessen „frater“ Swantibor genannt. Während der Historiker Martin Wehrmann davon ausgeht, dies sei ein ansonsten unbekannter Bruder von Wartislaw, neigt Klaus Conrad im Pommerschen Urkundenbuch zu der Annahme, „frater“ sei im Sinne von Vetter gebraucht und meine dann den hier behandelten Swantibor.
Swantibor war wie sein Vater Kastellan von Kolberg.
Wer Swantibors Gemahlin war, ist nicht überliefert. Sein Sohn Kasimir († vor 1281) war ebenfalls Kastellan von Kolberg.
Die Zählung der Angehörigen des Greifenhauses ist seit jeher verwickelt. Von Alters her herrscht hier eine Ungleichheit, die manche Verwirrung hervorruft. Die modernere Vorgehensweise zählt grundsätzlich nur die ins Erwachsenenalter gelangten Angehörigen des engeren Greifenhauses. Danach erhält dieser Swantibor als Angehöriger einer Seitenlinie keine Nummer. Zählt man hingegen alle Angehörigen des Greifenhauses, so ergibt sich die Zählung als Swantibor II., die in der älteren Literatur anzutreffen war.